# Apolastauroides
Apolastauroides is een vliegengeslacht uit de familie van de roofvliegen (Asilidae).

## Soorten
- A. kamakusa Artigas & Papavero, 1988